# Джессіка Стеффенс
Джессіка Стеффенс  (англ. Jessica Steffens, 7 квітня 1987) — американська ватерполістка, олімпійська чемпіонка та медалістка.

## Виступи на Олімпіадах
| Олімпіада   | Дисципліна | Місце |
| ----------- | ---------- | ----- |
| Пекін 2008  | водне поло | 2     |
| Лондон 2012 | водне поло | 1     |